# Andrzej Benesz
Andrzej Benesz (Tarnów, 14 de febrero de 1918 - Kutno, 26 de febrero de 1976) fue un abogado, político, arqueólogo y activista social polaco.  
Nació el 14 de febrero de 1918 en Tarnów siendo hijo de Jan y Ana Benesz, una familia noble empobrecida, y descendiente de uno de los sobrinos de Túpac Amaru II. Se graduó en derecho en la Universidad Jaguelónica. Durante la Segunda Guerra Mundial, luchó en el Armia Krajowa (Ejército Nacional), organizó la Unión de Lucha Armada en Bochnia y trabajó como obrero y conductor de automóviles. En 1945 se unió al Partido Demócrata y fue secretario del Comité en Bochnia. Durante la República Popular de Polonia fue presidente del Parlamento polaco.
Murió en un accidente automovilístico cerca de Kutno. Fue enterrado en el cementerio militar de Powązki en Varsovia.